# 1トン半救急車

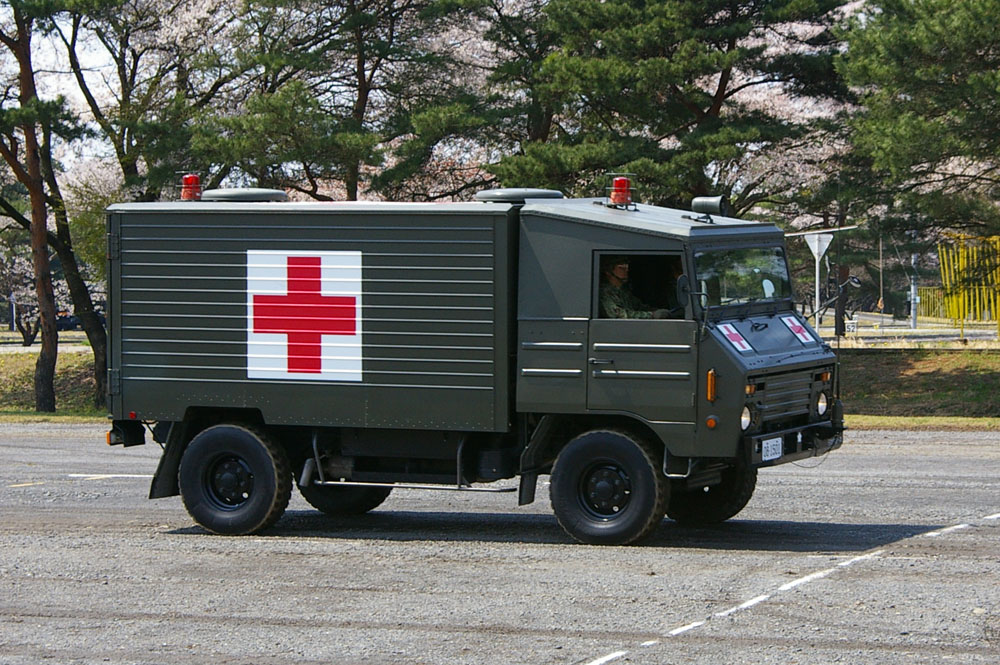
1トン半救急車

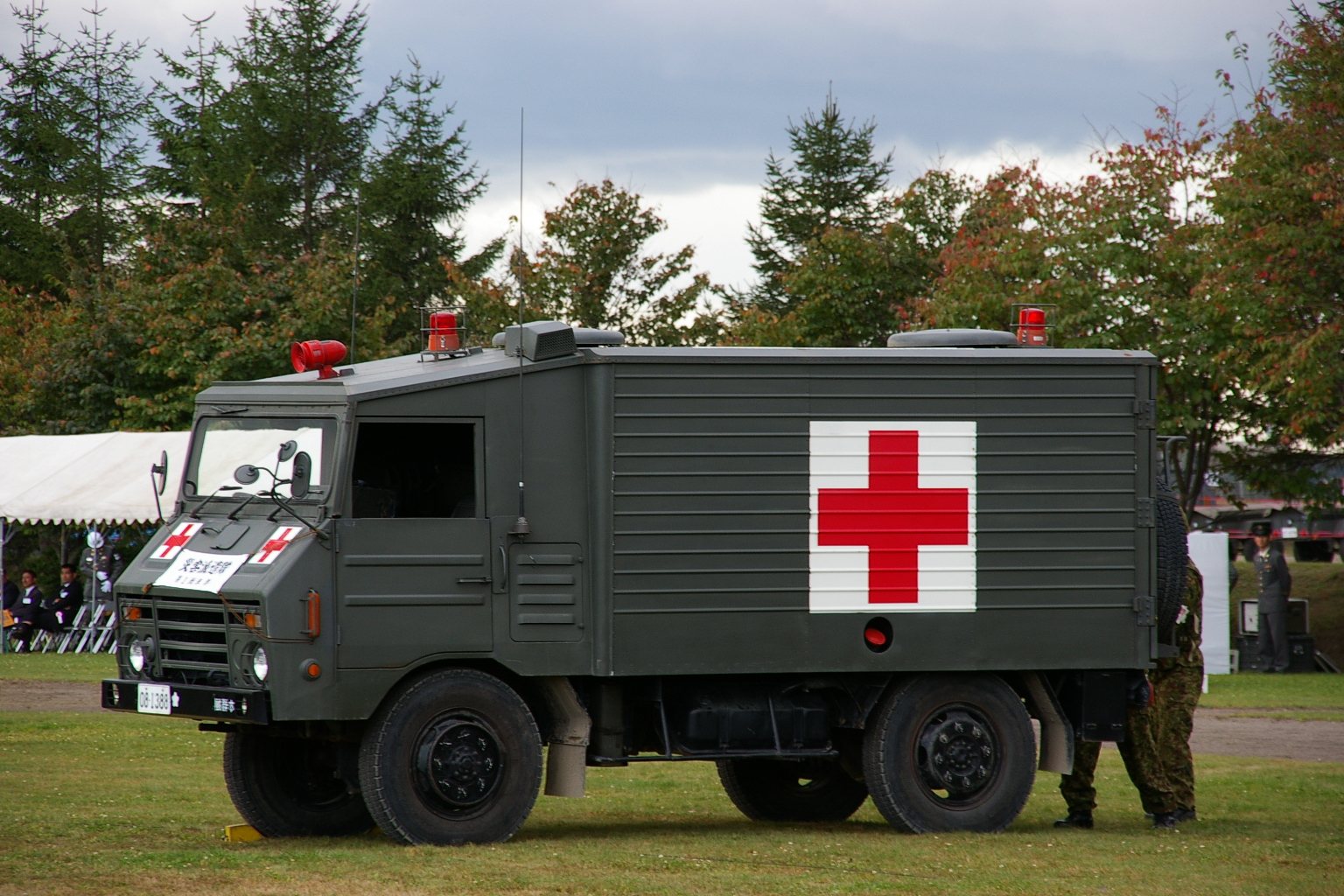
旧型ベースの1トン半救急車

1トン半救急車または1 1/2t救急車（いっトンはんきゅうきゅうしゃ）は、1 1/2tトラックから派生した陸上自衛隊の装備品である救急車。3/4tトラックの派生型である3/4t救急車を引き継ぎ、衛生科部隊および普通科連隊などの本部管理中隊衛生小隊に配備され、主に野戦において使用するほか、大規模災害時などに自治体から支援要請を受け、「災害派遣」 として出動する。救急車を意味する「アンビュランス」を略して「アンビ」とも呼ばれる。

## 特徴
ベースとなっている車体は旧 73式中型トラック、現 1 1/2トン (t) トラック（通称：1トン半）だが、荷台の屋根は幌ではなく、完全クローズドキャビンを持つ全面金属製のパネルバンである。運転席キャビンと後部荷室は行き来が可能なように中央部にドアが追加される。自衛隊では数少ない緊急自動車の指定を受けており、キャビン屋根には赤色回転灯とサイレン、荷室屋根にも赤色回転灯と換気用の丸形ベンチレーター2基を備える。荷室背面にはスペアタイヤと燃料携行缶を装着する。
車内は、蛍光灯が内部天井に取り付けられており、灯火管制にも対応できるよう赤色の室内灯も装備されている。
担架の収容は左右の折りたたみ式2段ベッドに各2名と中央の通路部分の床に1名で、最大5名の患者を担架ごと収容できる。ベッドを折りたたんで座席に置換すると左右4名ずつで8名を座位で搬送可能で、左側座席で4名、右側ベットで担架2名収容とする組み合わせも可能である。
重傷者に応急処置が可能な看護師や救急救命士の資格を持つ衛生隊員が同乗して運用される。
積載する医療用資器材は消防が運用する高規格救急車とほぼ同じだが、非舗装路での運用を前提としているため、防振機能付ベッドなどの振動軽減装置は搭載していない。室内は家庭用コンセントが備え付けられているため、可搬式の医療機器を追加搭載して負傷者の治療を行うことも可能である。
この1トン半救急車が消防の高規格救急車より優れている点は、高規格救急車と比べて4倍以上の搬送能力がある点や、災害現場など悪路での走破能力が高い点などである。
車両の前後左右にジュネーヴ条約に基づく赤十字保護標章が大きく目立つよう表示されている。
ベース車両の1 1/2tトラックと同じように2003（平成15）年度以降製造分は、1トン半救急車も高機動車シャシをベースにした新型に変更されている。これにより乗り心地が大幅に改善され、後部荷室も広くなった。また、新型はクーラーが標準装備となったため、運転席キャビンはもとより、後部荷室にもクーラーが搭載されるようになった。
今後は非装甲車両の防護力を向上させる目的の一環として､応急装甲材を装着する為に2億円の予算をかけて研究することが令和4年度防衛費概算要求に明記されている

## 装備

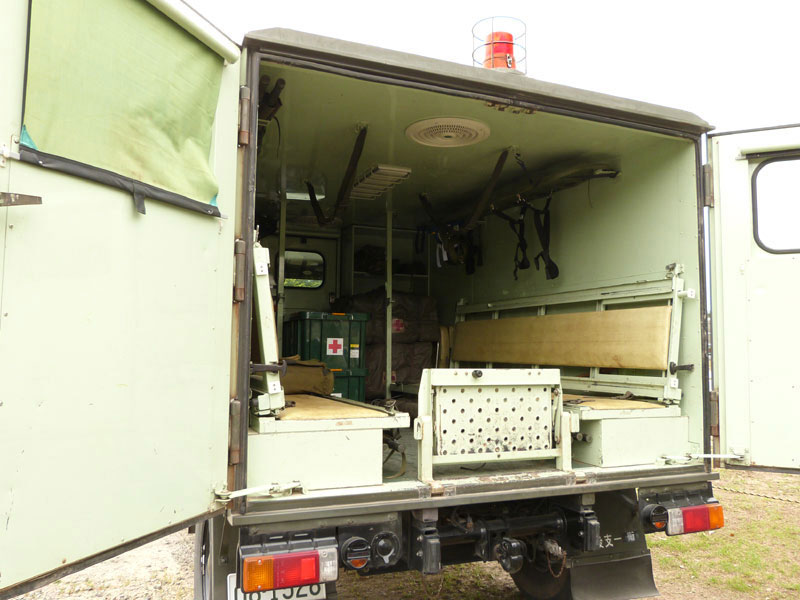
陸上自衛隊 衛生科の
１トン半救急車の内部。
内部は淡緑色。

- 担架 - 布担架　4本、スクープストレッチャー
- 折りたたみ式2段ベッド （2段目を折りたたむと長椅子になる）
- 観察用資器材 - 聴診器、血圧計、検眼用ペンライト、生体情報モニタ（血圧・脈拍・心電図・血中酸素飽和度）など
- 外傷用衛生材料 - 包帯やガーゼ、三角巾、綿球、止血帯、消毒綿、ドレッシングパッドやサージカルテープ、眼帯、替刃メス、ピンセット、鉗子、雑ハサミ、注射器類、輸液セット、プラスチック製使い捨て手袋、マスク、ビニール袋、タオルなどの消耗品類。
- 応急処置用医薬品類 - 生理食塩水、リンゲル液などの輸液、注射薬、消毒薬、抗ヒスタミン剤、虫刺され用の外用薬、虫よけスプレー、使い捨て簡易冷却パック、使い捨てカイロ、その他
- 人工呼吸器
- 自動体外式除細動器 (AED) 付属品一式
- 酸素ボンベ 一式 - 砲弾と誤認されないように「赤十字標章」を記してある。
- 気道確保セット 一式 （喉頭鏡、気管チューブ、潤滑ゼリー、マギール鉗子、開口具、膿盆、その他）
- 脊柱固定用具 - バックボード、頸椎固定カラー、ストラップ（消防の装備と異なり、目立たないようにオリーブドラブ (OD) 色に塗装されている。）
- その他 輸液ポンプなどは必要に応じて搭載する。

## 運用

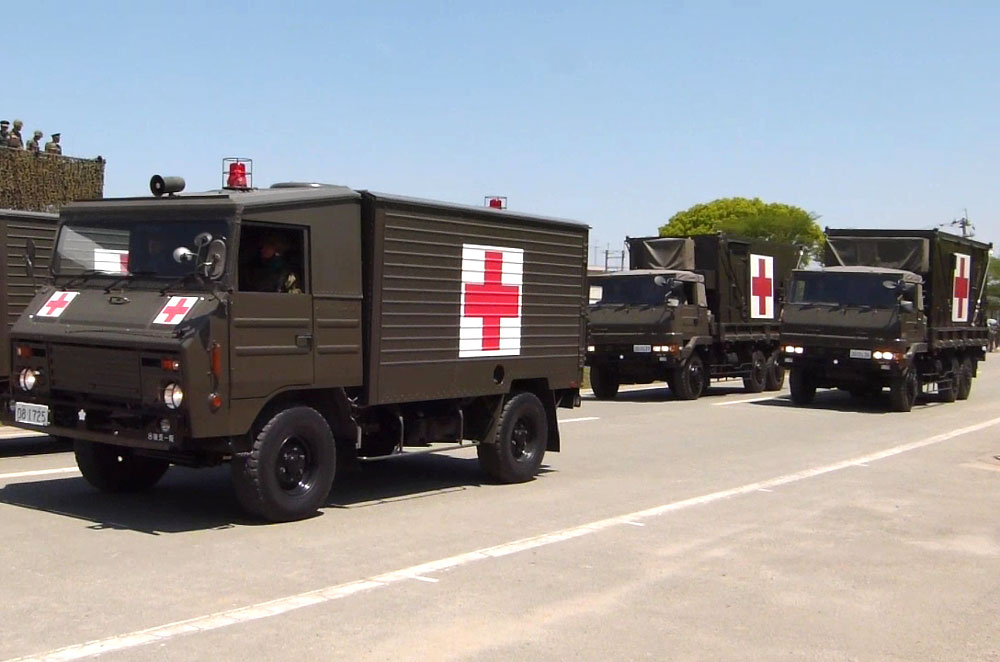
第8後方支援連隊　衛生科部隊の
1t半救急車と、野外手術システム車

- 主に、野戦において衛生隊が使用する。駐屯地で傷病を患い、駐屯地内で治療が困難で他の病院へ搬送する場合は、駐屯地業務隊の救急車を使用する[5]。
- 大規模災害が発生した場合などには「災害派遣」として出動する。
- 珍しいところでは、マラソンや駅伝で「救護車」として伴走し、リタイアした選手の収容・大会会場への送還に用いられることがある[6][7]。
- 民間病院の移転に伴う患者移送に使用される場合もある[8]。

## 登場作品

### 映画
『ガメラシリーズ』
『ガメラ 大怪獣空中決戦』
旧型が登場。福岡ドームで行われる「ギャオス捕獲作戦」に参加しており、ドーム前の駐車場に配置される。
『ガメラ2 レギオン襲来』
旧型が登場。草体の爆破と小型レギオンの攻撃にあたる普通科連隊の指揮所が置かれた大通公園に配置される。
『ガメラ3 邪神覚醒』
旧型が登場。ガメラとギャオス・ハイパーの戦いで壊滅した渋谷に災害派遣で出動し、住民の救護活動に当たっている。
『ゴジラシリーズ』
『ゴジラ2000 ミレニアム』
第1師団所属の旧型が登場。東海村でゴジラを攻撃する部隊や、ミレニアンのUFOが着陸した西新宿のシティタワー周囲に展開する部隊に含まれている。
『ゴジラ×モスラ×メカゴジラ 東京SOS』
旧型が登場。東京へのゴジラ上陸を受けて連隊指揮所が置かれた日比谷公園に配置される。
『宣戦布告』
第14普通科連隊所属の旧型が登場。北東人民共和国の特殊部隊が敦賀半島に侵入したことを受けて出動し、特殊部隊に対して行われた「はぎ作戦」終了後の撤収時、戦死した自衛官たちの遺体を遺体安置所から搬出する。
本作は自衛隊の協力を得ることができなかったため、撮影には民間が所有する車両が使用されている。
『日本沈没』（2006年版）
新型が登場。高機動車や偵察用オートバイなどとともに、災害派遣で被災地へ出動する。
『八岐之大蛇の逆襲』
防衛隊第13連隊の救急車として旧型が登場。八岐之大蛇の出現を受け、駐屯地から米子市へと出撃する。

### テレビドラマ・オリジナルビデオ
『ヴィジュアル・バンディッツ』
第1話に旧型が登場。巨大生物に対し群馬県北西部へと災害派遣される緊急展開部隊に含まれる。
『仮面ライダーアギト』
第5話に旧型が登場。73式大型トラックとともに、オーパーツ研究局の設備や機材を閉鎖に伴い搬出する。

### アニメ・漫画
『魔法少女特殊戦あすか』
バベル旅団による襲撃が行われた後の自衛隊那覇駐屯地に展開している。
『まりかセヴン』
第18話に登場。怪獣が撃破された後にNBC偵察車とともに防疫作業を行う。

### ゲーム
『エースコンバットX2 ジョイントアサルト』
ミッション02に登場。武装組織ヴァラヒアによる東京襲撃後、被害を受けた港湾地帯で死傷者の救助に当たる。